# Liste des rubans de sensibilisation
Il s'agit d'une liste partielle des rubans de sensibilisation. La signification d'un ruban de sensibilisation dépend de ses couleurs et de son motif. Étant donné que de nombreux groupes de défense ont adopté les rubans comme symboles de soutien ou de sensibilisation, les rubans, en particulier ceux d'une seule couleur, peuvent faire référence à plusieurs causes. 
Certaines causes peuvent être représentées par plusieurs rubans,.

## Couleurs et significations
| Ruban | Couleur             | Signification |
| ----- | ------------------- | --- |
|       | Ruban rose          | Sensibilisation au cancer du sein |
|       | Ruban rouge         | Sensibilisation au VIH/Sida, et aux maladies cardiaques |
|       | Ruban bleu clair    | Sensibilisation au cancer de la prostate |
|       | Ruban bleu marine   | Sensibilisation au cancer du colon, au syndrome d’autisme, symbole de la lutte pour la liberté d’expression, la liberté de presse, la liberté d'association, et contre la censure d'Internet |
|       | Ruban orange        | Sensibilisation à la leucémie, au trouble du déficit de l'attention avec ou sans hyperactivité (ADHD), et la prévention de l'automutilation                                                  |
|       | Ruban vert          | Sensibilisation au cancer du foie, des reins, et à la dépression |
|       | Ruban vert jade     | Sensibilisation aux agressions sexuelles, et au cancer de l'utérus |
|       | Ruban jaune         | Sensibilisation au cancer de l'enfant , et la prévention du suicide |
|       | Ruban violet        | Sensibilisation au cancer du pancréas, à l'Alzheimer, et à l'épilepsie |
|       | Ruban gris          | Sensibilisation au cancer du cerveau, au diabète, à l'asthme, à l’allergie, à la maladie de Parkinson, et à la schizophrénie                                                                 |
|       | Ruban noir          | Sensibilisation au cancer de la peau, utilisé également comme signe de deuil |
|       | Ruban Bleu et jaune | Sensibilisation à la trisomie 21 |
|       | Ruban bleu et rose  | Sensibilisation à l'infertilité, la mortalité périnatale, le cancer du sein mâle |
|       | Ruban zébré         | Sensibilisation aux maladies rares (comme les tumeurs neuroendocrines, syndrome d'Ehlers-Danlos, maladie de Whipple, etc...)                                                                 |